# José Juste
José Juste Fernández (Madrid, 19 de marzo de 1918 - Madrid, 15 de enero de 2010) fue un militar español.

## Biografía
Perteneciente a una familia de militares, inició su carrera en el ejército en 1934. Iniciada la guerra civil española, rápidamente se unió a los militares sublevados y durante la contienda combatió en los frentes de Levante, Ebro, Cataluña y Toledo.
Finalizada la contienda ocupó, entre otros, el cargo de agregado militar en las embajadas españolas en Roma y Atenas, y en 1980 sucedió al general Luis Torres Rojas al frente de la División Acorazada Brunete.

### El23-F
Mientras se encontraba en este cargo se produjo el golpe de Estado del teniente coronel Antonio Tejero el 23 de febrero de 1981, acontecimiento en el que Juste tuvo una participación destacada a pesar de no encontrarse entre los golpistas. Algunos de sus subordinados se encontraban entre los implicados, y la División Acorazada Brunete constituía un elemento clave de sus planes ya que era necesaria para tomar las calles de la capital. En el centro de mando de la División estuvo acompañado por jefes y oficiales (entre los que se encontraba Torres Rojas) que intentaron convencerlo de que se iba a producir un hecho muy grave ese mismo día, que el rey Juan Carlos estaba al tanto de la iniciativa y que el general Alfonso Armada se encontraría en el Palacio de la Zarzuela junto al monarca.
Una vez solo, después de que los golpistas se dirigiesen a sus puestos, Juste escuchó por la radio el inicio del golpe de Estado. Tras unos momentos de confusión, llamó a La Zarzuela para comprobar si el rey se encontraba efectivamente involucrado en la conspiración. Al hablar con el secretario general de la Casa del Rey, Sabino Fernández Campo, preguntó si el general Armada se encontraba en el palacio. La respuesta de Fernández Campo fue rotunda: “¡Ni está, ni se le espera!” En ese momento, Juste se dio cuenta de que el rey no apoyaba el Golpe de Estado, y consiguió detener la implicación efectiva de la División Acorazada Brunete en los acontecimientos.
Tras los hechos del 23 – F, las aspiraciones de ascenso de Juste quedaron frustradas. Fue relevado tan solo un año después de su nombramiento al frente de la Brunete, en mayo de 1981, apenas tres meses después del 23 - F. Pasó a ser codirector del Estado Mayor Combinado hispano-norteamericano, cargo que hasta entonces ostentaba el general Carbonell. En su momento se consideró que su actitud durante el golpe de Estado había sido titubeante, por lo que el gobierno de Calvo-Sotelo lo mantuvo como general de división y decidió ascender al rango de teniente general a los generales Joaquín Ruiz de Oña, Ramón Ascanio Togores, Rafael Allendesalazar y Urbina y José Luis Aramburu Topete, a pesar de que se encontraban por debajo de Juste en el escalafón. En vista de ello, Juste decidió solicitar el pase a la reserva activa del ejército español, lo que se produjo tras publicación en el Boletín Oficial del Estado el 11 de enero de 1982.
Falleció en el Hospital Militar Gómez Ulla de Madrid el 15 de enero de 2010 y fue enterrado en el cementerio de San Isidro de la misma ciudad al día siguiente.